# Dobersberg
Dobersberg osztrák mezőváros Alsó-Ausztria Waidhofen an der Thaya-i járásában. 2018 januárjában 1618 lakosa volt.  

## Elhelyezkedése

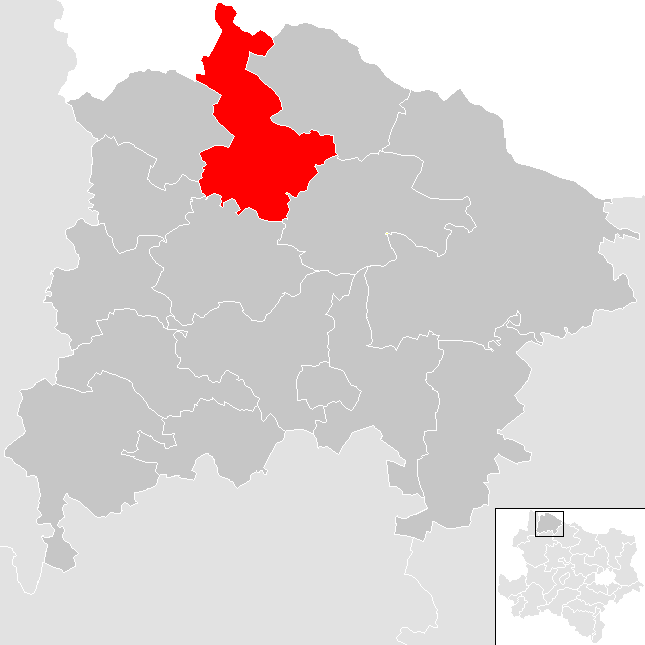
Dobersberg a Waidhofen an der Thaya-i járásban

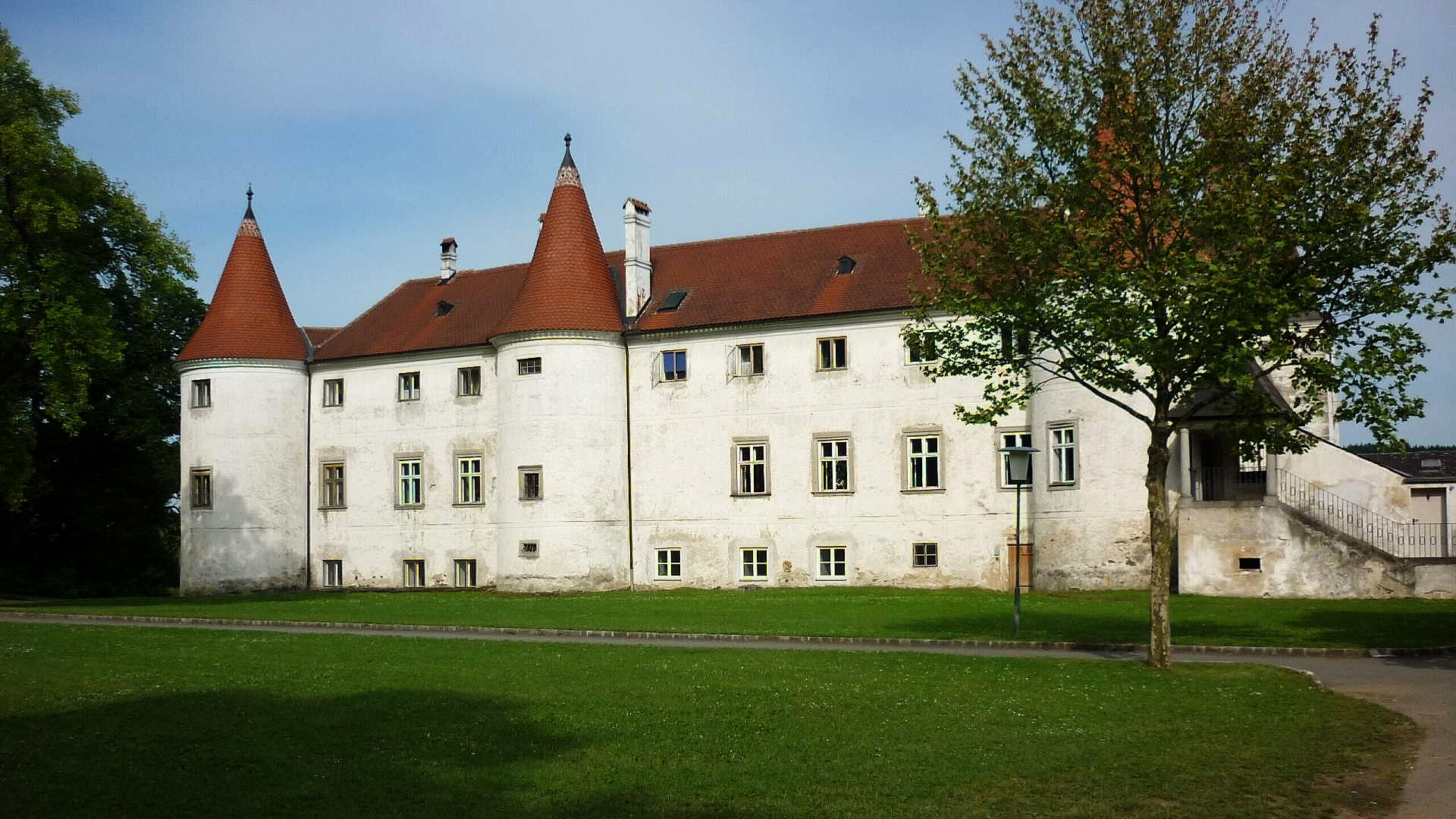
A dobersbergi kastély

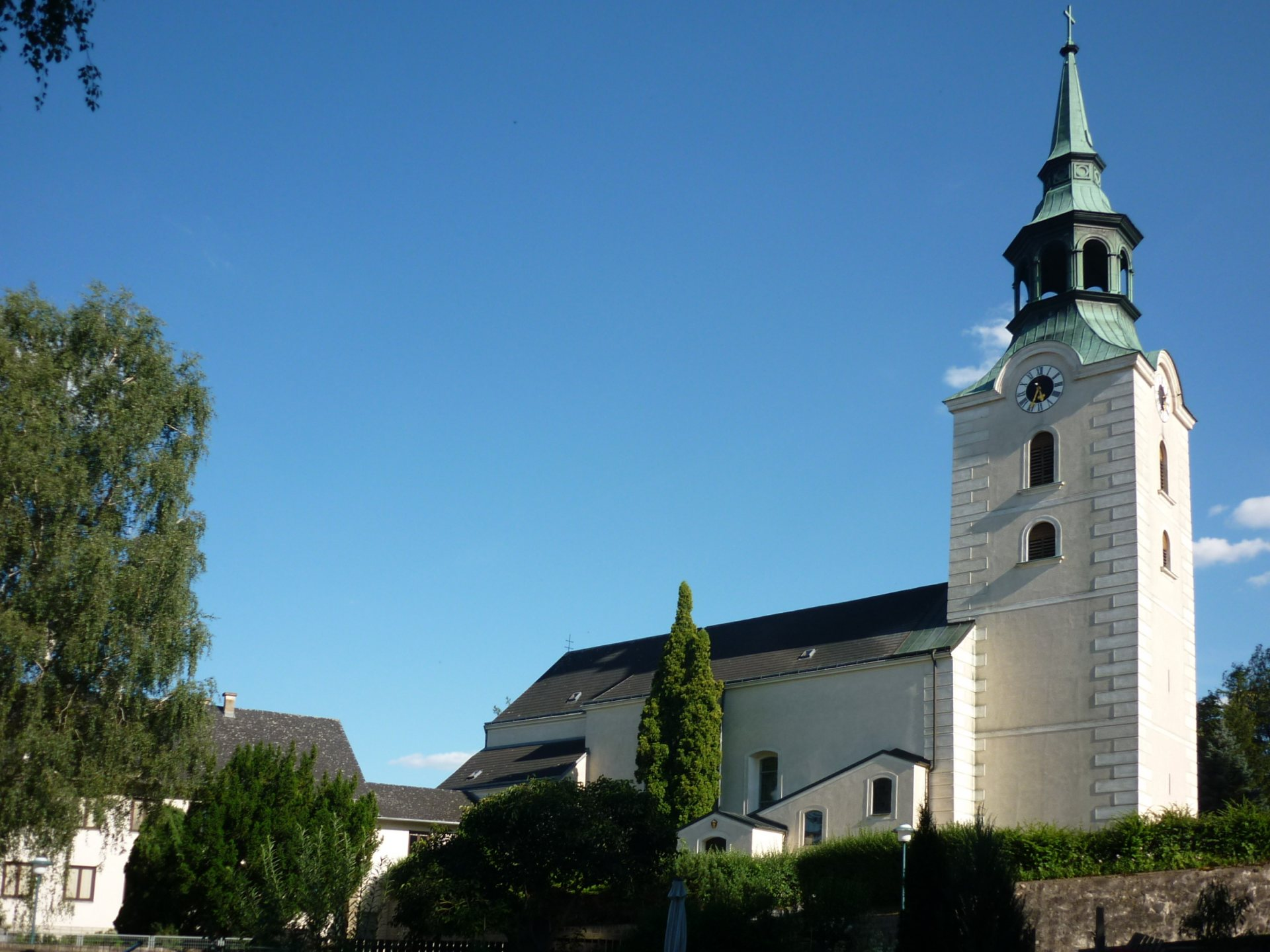
A Szt. Lambert-plébániatemplom

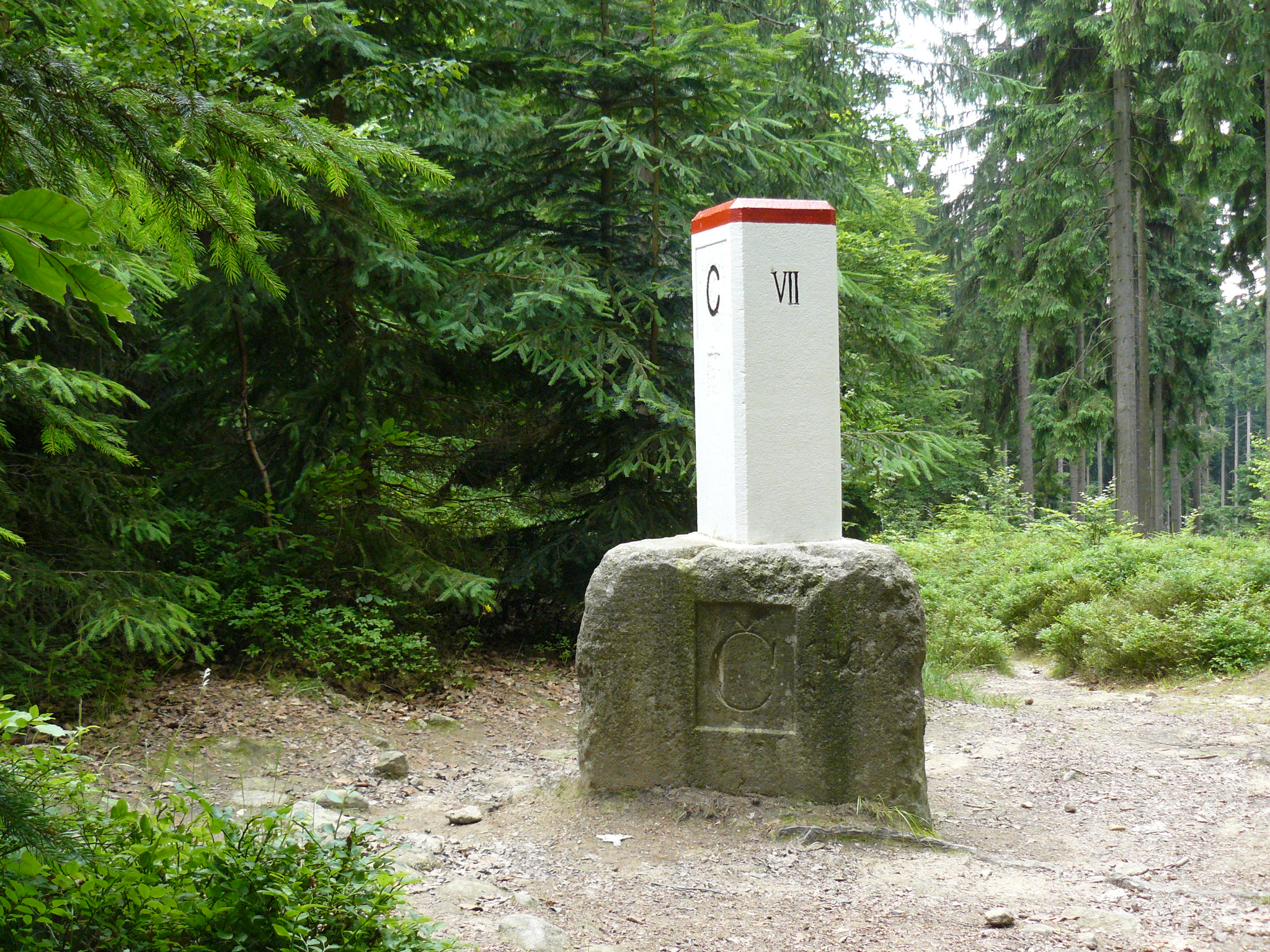
Az osztrák-cseh-morva hármashatár

Dobersberg Alsó-Ausztria Erdőnegyedének (Waldviertel) északi részén fekszik, a cseh határ mellett, a Thaya folyó mentén. Területének 27,4%-át erdő borítja. Északi részén található a Csehországba is átnyúló Böhmische Saß erdő és a 679 méteres Hohen Stein. A hegy északi lábánál határozták meg a hagyományos osztrák-cseh-morva hármashatárt. Az önkormányzat 12 településrészt és falut egyesít: Brunn (49 lakos 2018-ban), Dobersberg (772), Goschenreith am Taxenbache (101), Großharmanns (39), Hohenau (93), Kleinharmanns (26), Lexnitz (60), Merkengersch (139), Reibers (97), Reinolz (73), Riegers (108) és Schuppertholz (61). A kataszteri közösségek Brunn, Dobersberg, Goschenreith am Taxenbache, Großharmanns, Hohenau, Kleinharmanns, Lexnitz, Merkengersch, Reibers, Reinolz, Riegers és Schuppertholz.
A környező önkormányzatok: északkeletre Waldkirchen an der Thaya, keletre Karlstein an der Thaya, délre Thaya, délnyugatra Gastern, nyugatra Kautzen, északnyugatra Staré Město pod Landštejnem, északra Slavonice (utóbbi kettő Csehországban).

## Története
Dobersberget először 1230-ban a herzogenburgi kolostor Prima Fundatio c. tizedkönyvében említik először. A település központja ekkor még valamivel délebbre, a mai temető környékére tehető. A 18. században textilüzemek települtek Dobersbergbe. 1954-1957 között Gasternben és Dobersbergben teljesített lelkészi szolgálatot az a Josef Elter, aki később szobrászként és grafikusként szerzett hírnevet.

## Lakosság
A dobersbergi önkormányzat területén 2018 januárjában 1618 fő élt. A lakosságszám 1951 óta (akkor 2223 fő) folyamatosan csökken. 2016-ban a helybeliek 97%-a volt osztrák állampolgár; a külföldiek közül 0,3% a régi (2004 előtti), 1% az új EU-tagállamokból érkezett. 0,1% a volt Jugoszlávia (Szlovénia és Horvátország nélkül) vagy Törökország, 1,5% egyéb országok polgára. 2001-ben a lakosok 96,1%-a római katolikusnak, 2,6% pedig felekezeten kívülinek vallotta magát.

## Látnivalók
- a dobersbergi kastély helyén először 1305-ben említenek erődítményt. A mai épületet Sigmund von Puchheim emeltette 1520 körül. A harmincéves háborúban a csehek kifosztották. 1678-ban a Herbersteinek vették meg, akik a 18. század végén valamennyi waldvierteli birtokukat eladták, a dobersbergi uradalmat a von Grünne családnak. Tőlük Szapáry Frigyes gróf örökölte. 1945-ben a kastély megrongálódott, a szovjet megszállás során pedig kifosztották. 1948-ban a városi tanács vásárolta meg, ma a polgármesteri hivatalnak és egy természetrajzi múzeumnak ad otthont.
- a Szt. Lambert-plébániatemplom
- Merkengersch kápolnája (épült 1736-ban)
- Reinolz kápolnája (1758)
- Schuppertholz kápolnája (1775)
- az 1902-es neogótikus temetői kápolna
- a dobersbergi natúrpark
- a tűzoltómúzeum

## Fordítás
- Ez a szócikk részben vagy egészben  a   Dobersberg című német Wikipédia-szócikk ezen változatának fordításán alapul.  Az eredeti cikk szerkesztőit annak laptörténete sorolja fel. Ez a jelzés csupán a megfogalmazás eredetét és a szerzői jogokat jelzi, nem szolgál a cikkben szereplő információk forrásmegjelöléseként.